# Carl Fredrik Hagen
Carl Fredrik Hagen (Oppegård, 26 de septiembre de 1991) es un ciclista noruego que fue profesional entre 2015 y 2024.

## Palmarés
2017
- 1 etapa del Tour de Alsacia

2018
- Tour de Jura[2]

2019
- 3.º en el Campeonato de Noruega en Ruta

2020
- 3.º en el Campeonato de Noruega en Ruta

## Resultados en Grandes Vueltas y Campeonatos del Mundo
| Carrera         | Carrera         | 2015 | 2016 | 2017 | 2018 | 2019 | 2020 | 2021 | 2022 | 2023 | 2024 |
| --------------- | --------------- | ---- | ---- | ---- | ---- | ---- | ---- | ---- | ---- | ---- | ---- |
|                 | Giro de Italia  | —    | —    | —    | —    | —    | 42.º | —    | —    | —    | —    |
|                 | Tour de Francia | —    | —    | —    | —    | —    | —    | —    | —    | —    | —    |
|                 | Vuelta a España | —    | —    | —    | —    | 8.º  | —    | —    | 34.º | —    | —    |
| Mundial en Ruta | Mundial en Ruta | —    | —    | —    | 54.º | Ab.  | 73.º | —    | —    | —    | —    |

—: no participa

Ab.: abandono